# Langdon Hills
Langdon Hills je městečko v Basildonském distriktu v hrabství Essex v jihovýchodní Anglii. Souvisle navazuje na území města Basildon.
Leží jižně od stanice vlaku v Laindonu na trase Londýn - Tilbury - Southend on Sea. Místní atrakcí je Langdon Hills Country Park s rozlohou asi 160 ha spadající pod správní celek Thurrock.
V roce 1931 mělo město rozlohu 734 ha s 2 103 obyvateli. O 100 let dříve zde žilo 224 obyvatel na ploše 747 ha.